# Joinvilleaceae
Las joinvileáceas (nombre científico Joinvilleaceae) forman una familia de plantas monocotiledóneas distribuidas en la península de Malasia hasta el Pacífico. Son plantas parecidas a pastos, robustas, con hojas plicadas e inflorescencias terminales en forma de panículas, con flores pequeñas, perfectas, amarronadas. La familia fue reconocida por sistemas de clasificación modernos como el sistema de clasificación APG III (2009) y el APWeb (2001 en adelante), en los que consta de un único género, Joinvillea, con 4 especies.

## Filogenia
La familia pertenece al "núcleo de los Poales", ver Poales para una discusión de este clado.

## Taxonomía
La familia fue reconocida por el APG III (2009), el Linear APG III (2009) le asignó el número de familia 104. La familia ya había sido reconocida por el APG II (2003).
El único género y las especies, conjuntamente con su publicación válida y distribución, se listan a continuación (según Royal Botanic Gardens, Kew, visitado en enero del 2009):
Joinvillea Gaudich. ex Brongn. & Gris, Bull. Soc. Bot. France 8: 268 (1861). Malasia a Pacífico. 4 especies:
- Joinvillea ascendens Gaudich. ex Brongn. & Gris, Bull. Soc. Bot. France 8: 269 (1861). Islas Hawái.
- Joinvillea borneensis Becc., Nelle Forest. Borneo: 198 (1902). O. Malasia a Is. Carolina
- Joinvillea bryanii Christoph., Bernice P. Bishop Mus. Bull. 128: 44 (1935). Samoa.
- Joinvillea plicata (Hook.f.) Newell & B.C.Stone, Taxon 16: 193 (1967). Is. Salomón a SO. Pacífico.